# Lotus 80
La Lotus 80 è una monoposto di Formula 1 utilizzata dal Team Lotus nella stagione 1979. Progettata da Colin Chapman, Martin Ogilvie, Peter Wright e Tony Rudd, tentò di sfruttare il più possibile l'effetto suolo.

## La vettura
La Lotus 80 è stata progettata per portare al limite lo sfruttamento dell'effetto suolo: oltre ai profili alari sotto le pance era previsto un sistema sotto al musetto per estendere l'effetto suolo a tutta la vettura.
La Lotus 80 venne presentata al circuito di Brands Hatch il 14 marzo 1979. Il telaio era realizzato in lega di alluminio con struttura a sandwich e nucleo a nido d'ape e rinforzi in titanio. L'auto si presentò nella classica livrea verde da corsa britannico con i colori della Martini & Rossi, nuovo sponsor dopo l'abbandono di John Player Special. Durante alcune sessioni di test Mario Andretti riferì che in velocità la vettura si comportava bene, ma in frenata ed in curva perdeva deportanza in modo allarmante riguadagnandola in modo improvviso a causa del porpoising. In aggiunta le minigonne posizionate sotto al musetto si usuravano rapidamente a causa delle oscillazioni. Il team provò a montare alettoni in sostituzione delle minigonne sotto al musetto, ma la situazione non cambiò. Sul musetto era presente una fessura che permetteva di generare ulteriore deportanza convogliando l'aria da sotto il muso verso la parte superiore della carrozzeria. Le pance laterali non erano rettilinee come sui precedenti modelli ma nella parte posteriore della vettura si rastremavano raccordandosi alla carrozzeria: l'andamento curvilineo delle minigonne fu una delle cause del comportamento della vettura. L'ala posteriore era inizialmente parte integrante della carrozzeria ma in seguito fu applicato un alettone convenzionale tra le due pinne di coda. Andretti continuò a guidare la Lotus 80 ma Reutemann si rifiutò, rimanendo sulla Lotus 79. Le soluzioni aerodinamiche adottate sulla Lotus 80 saranno riutilizzate nel successivo modello 88.

## La stagione
La Lotus 80 debuttò al Gran Premio di Spagna 1979 dove Andretti ottenne il terzo posto. Al Gran Premio del Belgio Andretti si qualificò quinto ma gareggiò con la Lotus 79 a causa di problemi al motore della Lotus 80 occorsi durante il warm up. Ai successivi gran premi di Monaco e Francia la Lotus 80 è stata costretta al ritiro a causa di problemi alle sospensioni. A partire dal Gran Premio di Gran Bretagna la Lotus 80 è stata definitivamente sostituita con la Lotus 79.

## Risultati sportivi
| Anno | Team                      | Motore            | Gomme | Piloti    |  |  |  |  |   |  |     |     |  |  |  |  |  |  |  | Punti | Pos. |
| ---- | ------------------------- | ----------------- | ----- | --------- |  |  |  |  | - |  | --- | --- |  |  |  |  |  |  |  | ----- | ---- |
| 1979 | Martini Racing Team Lotus | Ford Cosworth DFV | G     | Andretti  |  |  |  |  | 3 |  | Rit | Rit |  |  |  |  |  |  |  |       | 4º   |
| 1979 | Martini Racing Team Lotus | Ford Cosworth DFV | G     | Reutemann |  |  |  |  |   |  |     |     |  |  |  |  |  |  |  |       | 4º   |

| Legenda | 1º posto     | 2º posto | 3º posto    | A punti         | Senza punti/Non class.  | Grassetto – Pole position Corsivo – Giro più veloce |
| Legenda | Squalificato | Ritirato | Non partito | Non qualificato | Solo prove/Terzo pilota | Grassetto – Pole position Corsivo – Giro più veloce |